# Mediterranean clade
 Mediterranean clade è un gruppo informale di piante angiosperme dicotiledoni della famiglia delle Asteraceae (sottofamiglia Asteroideae e tribù Anthemideae).

## Descrizione

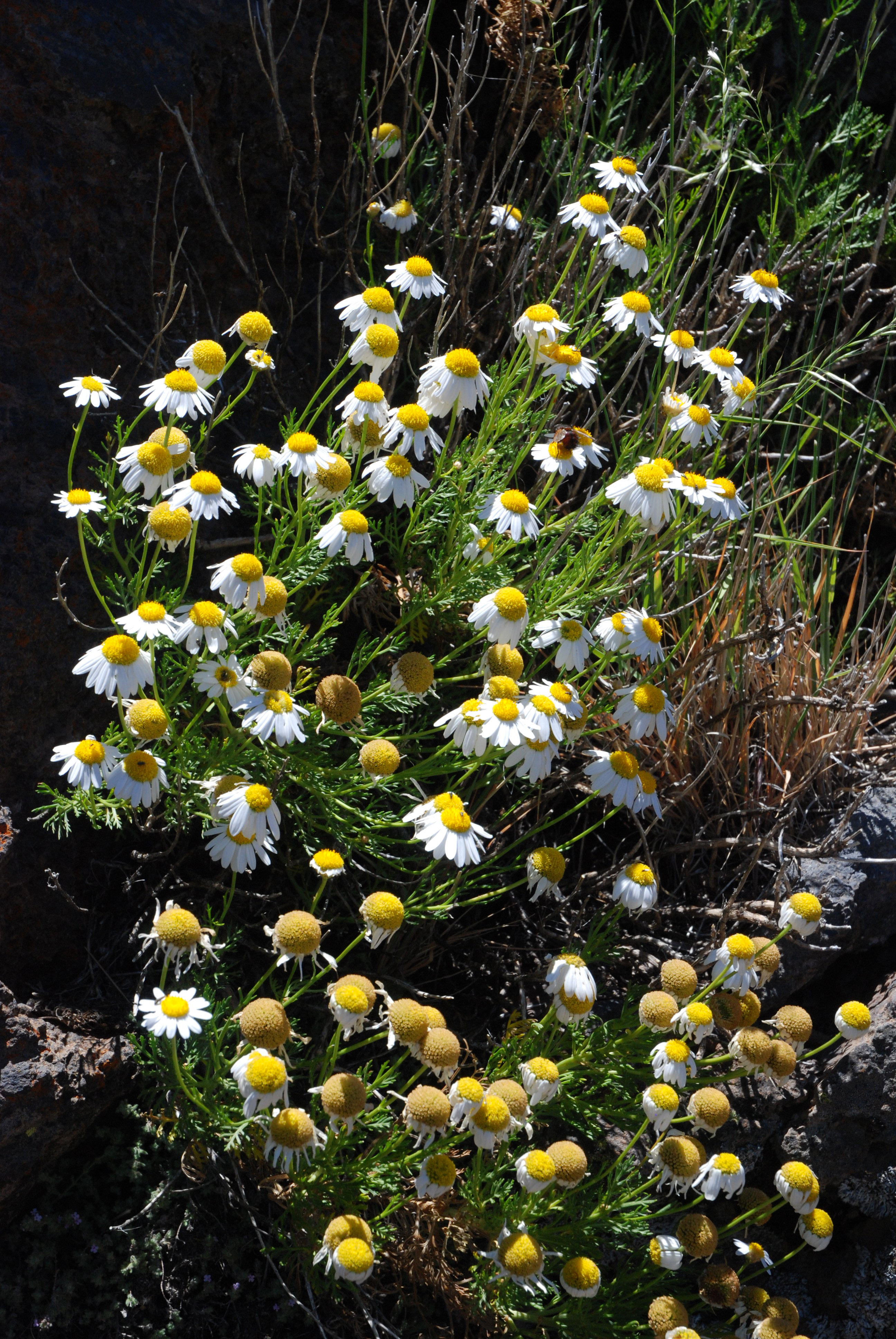
Il portamento
Argyranthemum adauctum

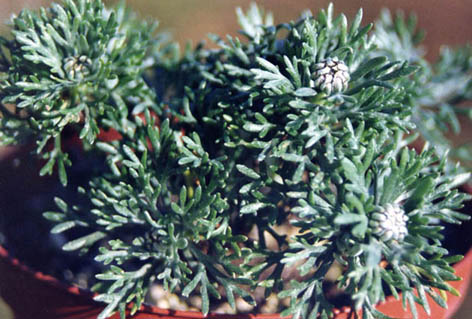
Le foglie
Rhodanthemum hosmariense

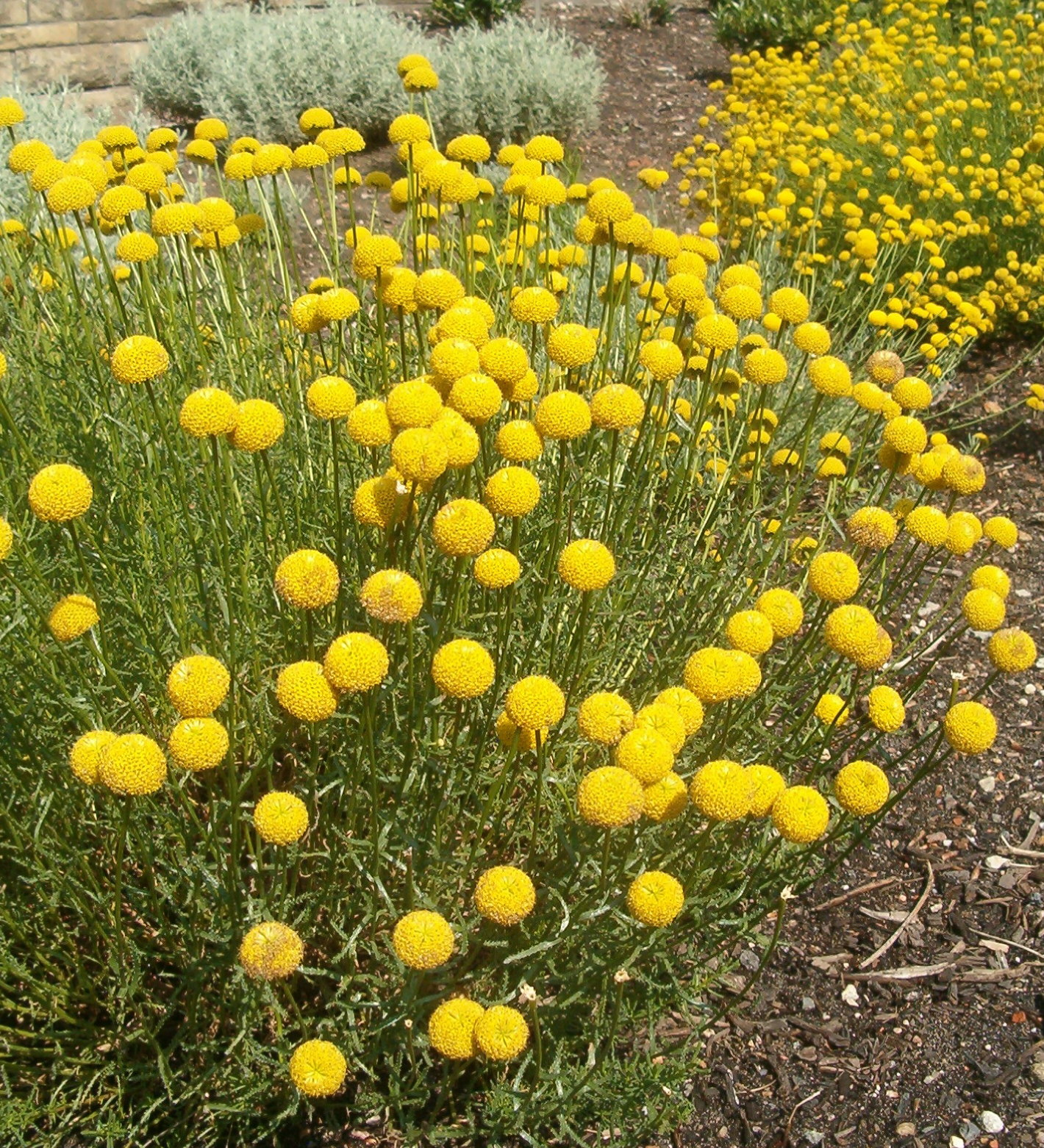
Infiorescenza
Santolina rosmarinifolia

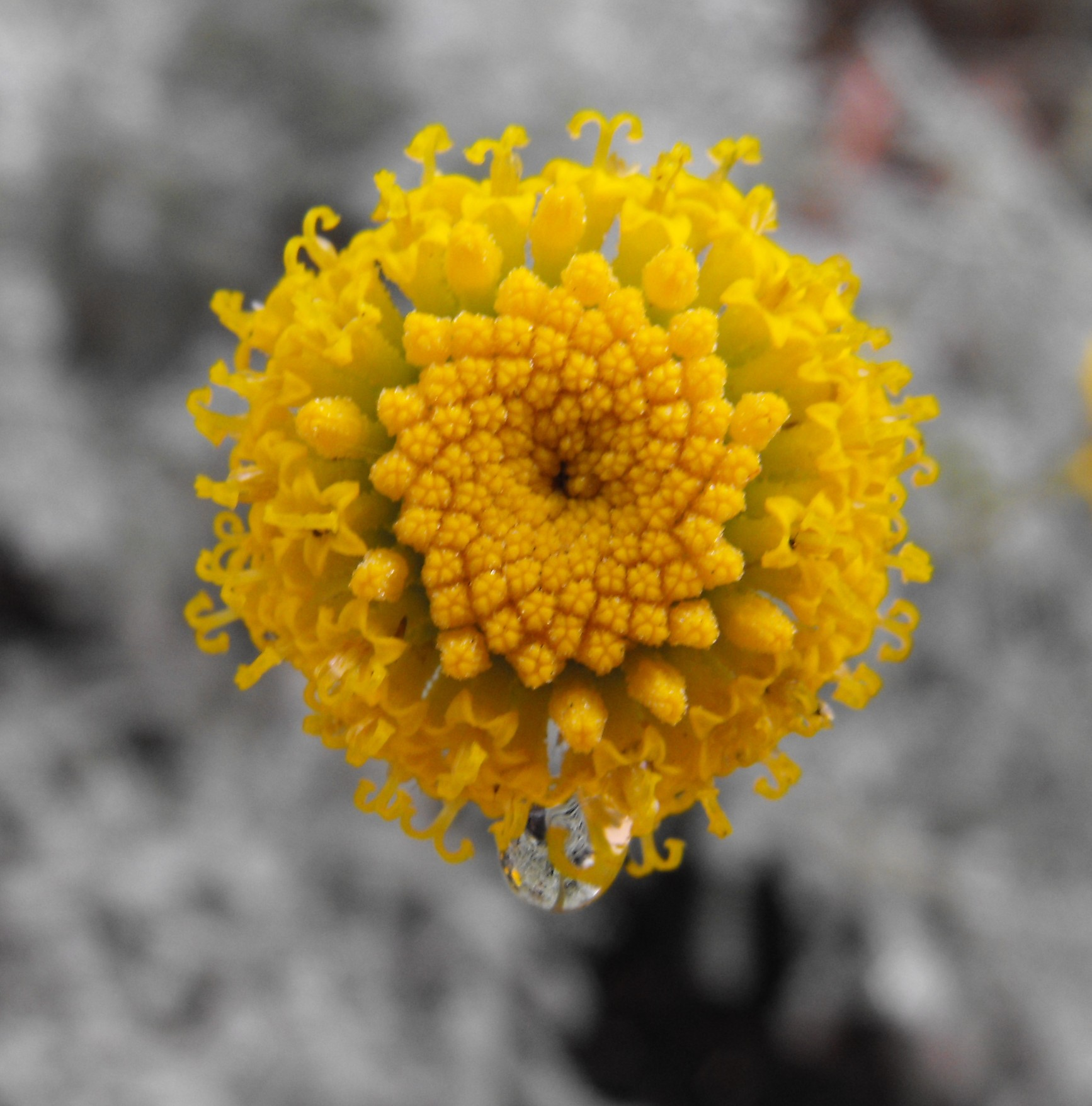
I fiori
Santolina chamaecyparissus

Portamento. L'habitus delle specie di questo gruppo è erbaceo annuale o perenne, ma anche arbustivo e cespuglioso; l'indumento è formato da peli a volte ghiandolari, basifissi oppure le superfici possono essere glabre. Alcune specie sono aromatiche. Raramente sono presenti specie spinose e alcune sono monocarpiche.
Fusto. La parte aerea in genere è eretta, semplice o ramosa. 
Foglie. Le foglie sono disposte in modo alterno ed hanno una lamina seghettata, dentata o lobata; spesso sono del tipo 2-3-pennatosette. La forma varia da obovata a oblunga o spatolata.
Infiorescenza. Le sinflorescenze sono formate da capolini o solitari o raccolti in modo corimboso. Le infiorescenze vere e proprie sono composte da un capolino terminale peduncolato di tipo radiato, disciforme o discoide, normalmente con fiori eterogami (raramente omogami). I capolini sono formati da un involucro, con forme emisferiche, talvolta obconiche, cilindriche o urceolate, composto da diverse brattee, al cui interno un ricettacolo fa da base ai fiori di due tipi: fiori del raggio e fiori del disco. Le brattee, piatte e a consistenza erbacea sono scariose all'apice e ialine sui bordi, sono disposte in modo più o meno embricato su più serie. Il ricettacolo, piatto, è provvisto, oppure no, di pagliette avvolgenti la base dei fiori; all'esterno può essere densamente irsuto.
Fiori.  I fiori sono tetra-ciclici (formati cioè da 4 verticilli: calice – corolla – androceo – gineceo) e pentameri (calice e corolla formati da 5 elementi). Si distinguono in:
- fiori del raggio (esterni): sono femminili e sono disposti su una serie; la forma è ligulata (zigomorfa); a volte possono mancare o essere sterili;
- fiori del disco (centrali): sono più numerosi con forme brevemente tubulose (attinomorfe); sono ermafroditi e fertili.

- Formula fiorale:

*/x K {\displaystyle \infty }, [C (5), A (5)], G 2 (infero), achenio
- Calice: i sepali del calice sono ridotti ad una coroncina di squame.

- Corolla:

- fiori del raggio: la forma della corolla alla base è più o meno tubulosa-imbutiforme, mentre all'apice è ligulata; la ligula può terminare con alcuni denti; il colore è bianco, bianco con base gialla, giallo o raramente blu-violetto, rosato o rossastro;
- fiori del disco: la forma è tubulare bruscamente divaricata in 5 lobi; i lobi, patenti o eretti, hanno una forma deltata o più o meno lanceolata; il colore può essere giallo o raramente biancastro o rossastro.

- Androceo: l'androceo è formato da 5 stami (alternati ai lobi della corolla) sorretti da filamenti generalmente liberi; gli stami sono connati e formano un manicotto circondante lo stilo. Le antere possono essere sia di tipo basifissa che medifissa (ossia attaccate al filamento per la base – nel primo caso; oppure in un punto intermedio – nel secondo caso).[10] Questa caratteristica ha valore tassonomico in quanto distingue i generi gli uni dagli altri. Il tessuto endoteciale (rivestimento interno dell'antera) è quasi sempre non polarizzato. Il polline è sferico con un diametro medio di circa 25 micron;  è tricolporato (con tre aperture sia di tipo a fessura che tipo isodiametrica o poro) ed è echinato (con punte sporgenti).

- Gineceo: l'ovario è infero uniloculare formato da 2 carpelli. Lo stilo (il recettore del polline) è profondamente bifido (con due stigmi divergenti) e con le linee stigmatiche marginali separate o contigue. I due bracci dello stilo hanno una forma troncata e possono essere papillosi o ricoperti da ciuffi di peli.

Frutti. I frutti sono degli acheni senza pappo. Può essere presente un certo dimorfismo tra gli acheni dei fiori ligulati esterni e quelli tubulosi del disco centrale. La forma in genere è obovoide a volte sono dorsoventralmente compressa. L'apice è arrotondato marginalmente o con una piccola corona. Il pericarpo è privo (oppure no) di cellule mucillaginifere e sacche di resina.

## Biologia
Impollinazione: l'impollinazione avviene tramite insetti (impollinazione entomogama tramite farfalle diurne e notturne).

Riproduzione: la fecondazione avviene fondamentalmente tramite l'impollinazione dei fiori (vedi sopra).

Dispersione: i semi (gli acheni) cadendo a terra sono successivamente dispersi soprattutto da insetti tipo formiche (disseminazione mirmecoria). In questo tipo di piante avviene anche un altro tipo di dispersione: zoocoria. Infatti gli uncini delle brattee dell'involucro (se presenti) si agganciano ai peli degli animali di passaggio disperdendo così anche su lunghe distanze i semi della pianta. Inoltre per merito del pappo (se presente) il vento può trasportare i semi anche a distanza di alcuni chilometri (disseminazione anemocora).

## Distribuzione e habitat
Le specie di questo gruppo sono distribuite prevalentemente nell'emisfero boreale e in particolare all'areale del Mediterraneo, in Europa, Nord Africa, Asia (occidentale del sud).

## Sistematica
La famiglia di appartenenza di questa voce (Asteraceae o Compositae, nomen conservandum) probabilmente originaria del Sud America, è la più numerosa del mondo vegetale, comprende oltre 23.000 specie distribuite su 1.535 generi, oppure 22.750 specie e 1.530 generi secondo altre fonti (una delle checklist più aggiornata elenca fino a 1.679 generi). La famiglia attualmente (2021) è divisa in 16 sottofamiglie; la sottofamiglia Asteroideae è una di queste e rappresenta l'evoluzione più recente di tutta la famiglia.

### Filogenesi
Il gruppo di questa voce è descritto nella tribù Anthemideae, una delle 21 tribù della sottofamiglia Asteroideae). Da un punto di vista filogenetico, la tribù Anthemideae fa parte del supergruppo (o sottofamiglia) "Asteroideae grade"; l'altro è il supergruppo "Non-Asteroideae" contenente il resto delle sottofamiglie delle Asteraceae. All'interno del supergruppo è vicina alle tribù Senecioneae, Calenduleae, Gnaphalieae e Astereae.
In base alle ultime ricerche nella tribù sono stati individuati (provvisoriamente) 4 principali lignaggi (o cladi): "Southern hemisphere grade", "Asian-southern African grade", "Eurasian grade" e "Mediterranean clade". Il clade "Mediterranean clade" fa parte del "core" della tribù e comprende soprattutto specie mediterranee dei climi temperati.
Il cladogramma seguente, tratto dallo studio citato e semplificato, mostra una possibile configurazione filogenetica parziale del clade (in base al tipo di DNA analizzato sono possibili altre strutture filogenetiche).
|  | Leucantheminae                                                 |
|  |                                                                |
|  | \| \| Glebionidinae \| \| \| \| \| \| Santolininae \| \| \| \| |
|  |                                                                |
|  | Glebionidinae                                                  |
|  |                                                                |
|  | Santolininae                                                   |
|  |                                                                |

|  | Glebionidinae |
|  |               |
|  | Santolininae  |
|  |               |

I caratteri distintivi delle specie di questo gruppo sono:
- il tessuto endoteciale non è polarizzato;
- l'indumento è fatto di peli basifissi;
- il ricettacolo spesso è provvisto di pagliette;
- spesso sono presenti dei condotti resiniferi.

Tempi di divergenza (milioni di anni - Ma) in base all'orologio molecolare delle sottotribù:
- Glebionidinae: da 6,5 a 0,5 milioni di anni fa.
- Lepidophorinae: 6 milioni di anni fa.
- Leucantheminae: da 6 a 2 milioni di anni fa.
- Lonadinae: 5,5 milioni di anni fa.
- Santolininae: da 5 a 3,5 milioni di anni fa.

### Composizione del clade
Il lignaggio "Mediterranean clade" comprende 5 sottotribù 25 generi e 154 specie.
| Sottotribù                              | N. generi                                  | N. specie                                        | Distribuzione                                                                       | Caratteri più significativi | Numeri cromosomici                                            | Fiori |
| --------------------------------------- | ------------------------------------------ | ------------------------------------------------ | ----------------------------------------------------------------------------------- | --- | ------------------------------------------------------------- | ----- |
| Glebionidinae Oberprieler & Vogt, 2007  | 7                                          | 31                                               | Areale del Mediterraneo (Macaronesia, Europa, Nord Africa, Asia occidentle del sud) | Alcuni generi mostrano un certo dimorfismo tra gli acheni (che sono compressi) dei fiori esterni da quelli centrali. - Il tessuto endoteciale non è polarizzato. - L'indumento è fatto di peli basifissi. - Il ricettacolo è privo di pagliette. | 2n = 18                                                       |       |
| Lepidophorinae Oberpr. & Töpfer, 2022   | Un genere: Lepidophorum Neck. ex DC., 1838 | Una specie: Lepidophorum repandum (L.) DC., 1838 | Spagna e Portogallo                                                                 | La forma delle foglie è ellittica o obovata-spatolata. - Gli acheni dei fiori del disco hanno 5 distinte coste. | 2n = 18                                                       |       |
| Leucantheminae Bremer & Humphries, 1993 | 11                                         | 84                                               | Mediterraneo e aree limitrofe                                                       | Il ricettacolo è privo di pagliette. - Il tessuto endoteciale non è polarizzato. - L'indumento è fatto di peli basifissi. - Sono presenti dei condotti resiniferi.                                                                               | 2n=18. Alcuni generi sono poliploidi (Leucanthemum e Plagius) |       |
| Lonadinae Oberpr. & Töpfer, 2022        | Un genere: Lonas Adans, 1763               | Una specie: Lonas annua Vines & Druce, 1914      | Italia, Algeria, Marocco e Tunisia                                                  | Il ciclo biologico è annuale. - La sinflorescenza si compone di corimbi contratti. - Il pericarpo è provvisto di sacche resinose. | 2n = 18                                                       |       |
| Santolininae Willk., 1870               | 5                                          | 37                                               | Mediterraneo                                                                        | Il ricettacolo ha le pagliette. - Il tessuto endoteciale non è polarizzato. - Il pericarpo è sottile. | 2n = 18 Alcuni generi sono poliploidi                         |       |

### Generi della flora spontanea italiana
Nella flora spontanea italiana sono presenti i seguenti generi di questo gruppo:
Sottotribù: Glebionidinae.
- Argyranthemum (una specie)
- Glebionis(due specie)

Sottotribù: Leucantheminae.
- Coleostephus (2 specie)
- Leucanthemum (15 specie)
- Mauranthemum (una specie)

Sottotribù: Lonadinae.
- Lonas (una specie)

Sottotribù: Santolininae.
- Chamaemelum (2 specie)
- Cladanthus (una specie)
- Santolina (6 specie)